# Pie III
Pour les articles homonymes, voir Todeschini.
Francesco Todeschini Piccolomini (Sarteano ou Sienne, 29 mai 1439 — Rome, 18 octobre 1503), devient le 215e pape de l’Église catholique le 22 septembre 1503 sous le nom de Pie III (en latin Pius III, en italien Pio III). Il demeure chef de l’Église seulement 26 jours avant de mourir de la goutte.

## Jeunesse et éducation
Il est le descendant d'une très ancienne famille de Sienne, guelfe, connue dès le XIe siècle : la famille Piccolomini.
Il est le fils de Nanno Todeschini et de Laudomia Piccolomini, elle-même sœur d’Aenas Silvius Piccolomini, futur pape Pie II. Son éducation est prise en main par son oncle maternel qui lui donne son nom et les armes de la famille des Piccolomini. L’un des points importants de son éducation fut l’apprentissage et la maîtrise des langues notamment de l’allemand. 
Son oncle, Pie II, le nomme premier archevêque au siège, nouvellement créé, de Sienne en 1460, alors qu’il est seulement âgé de 21 ans, puis le fait cardinal le 5 mars de la même année. Il a alors la charge de la bibliothèque de la cathédrale de Sienne, qui contient aussi des antiques, dont une version des Trois Grâces. Francesco Piccolomini favorise et défend les arts. Il fait d’ailleurs peindre par Pinturicchio les fresques magistrales de la bibliothèque de la cathédrale de Sienne, représentant la vie de Pie II (peintes tardivement entre 1502 et 1507).
Le 23 avril 1459, il avait déjà obtenu les insignes d'archevêque, mais n'avait pas reçu la consécration épiscopale qui ne lui fut conférée qu'avec son élection comme pontife, 44 ans plus tard. Pendant de nombreuses années, il fut le protecteur des royaumes d’Angleterre et d’Allemagne.

## Vie de cardinal
Le cardinal Piccolimini fait ses preuves, se montrant studieux et efficace dans l’entreprise de ses travaux.
Sous le pontificat de Pie II, il est envoyé pour gouverner la marche de Picenum.
Il participe à de nombreux conclaves, à celui qui élit Paul II en 1464, pas à celui de l’élection de Sixte IV en 1471, présent lors des conclaves qui élisent Innocent VIII en 1484 et Alexandre VI en 1492. 
Sous le pontificat de Paul II, celui-ci l’envoie comme légat en Allemagne pour tenter de restaurer l’unité religieuse au sein du Saint-Empire romain germanique alors divisé à la suite des réformes protestantes. 
Le pape Sixte IV le charge également de rétablir l’autorité ecclésiastique en Ombrie.

## Contexte de son élection
« On entend partout un fourmillement d’armes, et j’ai bien peur que l’élection du prochain Pape ne soit le résultat d’un coup de force, un grand scandale et au grand détriment de l’Église » déclare le cardinal Oliviero Carafa en août 1503 à un ambassadeur de Venise, au moment où l’on s’inquiète encore de la maladie d’Alexandre VI. 
Le 18 août 1503, celui-ci meurt.

## Situation tendue
L’Église est dans une situation tendue, son pape est sur son lit de mort, et des cardinaux déferlent d’Espagne et de France, pensant déjà à sa succession.  
César Borgia, bien que malade, tente de jouer un rôle dans cette future élection, si bien qu’il est mis à l’écart pour ne pas influencer les cardinaux, et quitte Rome. Il y a une réelle tentative des États de mettre fin au règne des Borgia.

## Le vote
Le 16 septembre 1503, on assiste à l’ouverture du conclave avec 37 cardinaux présents, ce qui représente un grand nombre face aux chiffres de présence lors des autres conclaves.
Deux candidats s'opposent : le cardinal Georges d'Amboise (1460-1510), ministre de Louis XII, soutenu par César Borgia, et le cardinal Julien della Rovere, le futur Jules II.  
Avant de procéder au vote, les cardinaux rédigent une capitulation électorale stipulant que le prochain pape sera dans l’obligation de convoquer un  concile dans les deux ans suivant son élection et que par la suite il devra en convoquer un tous les trois ans. 
Pour éviter de longues discussions, les électeurs se mettent d'accord, le 22 septembre, sur le nom du cardinal François Todeschini-Piccolomini. 
Celui-ci prend alors le nom de Pie III en mémoire de son défunt oncle. 
Déjà faible et très malade, on le transporte en litière dans la basilique Saint-Pierre et c'est allongé qu'il reçoit l'hommage des cardinaux.

## Son pontificat
Dès que son élection est rendue publique, de nombreux espoirs se tournent vers ce nouveau pape qui semble être le portrait contraire de son prédécesseur. On lui prête de nombreuses qualités.

### Un programme ambitieux
Dès le 25 septembre, Pie III annonce son programme qui se caractérise en deux points : 
- une réforme immédiate de l’Église avec la réunion hâtive d’un concile pour convenir des mesures à prendre, chaque cardinal devant s’y présenter avec des points à améliorer ou changer. Il envisage également une stricte économie des dépenses de l’Église ;
- restauration de la paix.

Ainsi, il ne fait rien à l’encontre de César Borgia, s’en remettant au jugement de Dieu.

## Déclin
Le 8 octobre, se déroule son couronnement officiel, mais il est déjà très affaibli par la goutte. 
Cinq jours plus tard, le 13, il est sur son lit de mort. 
Il meurt le 18 octobre 1503 après avoir été pape seulement 26 jours. 
Et pourtant, sa mort est déplorée, car il était le symbole d’un nouveau départ et de nombreux changements. 
Il est inhumé à la basilique Saint-Pierre, puis ses restes sont transférés à l'église San Andrea della Valle, aux côtés de ceux de Pie II.
Avant d'être élu pape, il avait émis l'intention d'être enterré devant l'autel Piccolomini dans le duomo de Sienne. 
Dans cette intention, il avait commissionné le jeune Michel-Ange, rencontré à Rome, pour décorer les quatre niches par des statues de saints dont celle de son oncle.